# Аналогни сигнал
Аналогни сигнал је у електроници континуално промјењиви напон или струја. Амплитуда сигнала може имати било коју вриједност, за разлику од дигиталног сигнала.
Примјери аналогног сигнала су звук, температура, притисак ваздуха, и велика већина других природних сигнала.